# Aéroport international Clayton J. Lloyd
Pour les articles homonymes, voir AXA (homonymie).
L'aéroport international Clayton J. Lloyd - anciennement l'aéroport de Wallblake - (code IATA : AXA • code OACI : TQPF) est le seul aéroport qui dessert l'île d'Anguilla, île de la Caraïbe.

## Compagnies et destinations
| Compagnies                                | Destinations |
| ----------------------------------------- | --- |
| Air Sunshine (en)                         | Newcastle (Nevis) - Vance W. Amory (en), San Juan - Luis-Muñoz-Marín, Saint-Martin - Princesse-Juliana, Charlotte Amalie - Cyril E. King |
| LIAT opéré par Caribbean Helicopters (en) | Saint John's-V. C. Bird |
| Seaborne Airlines                         | San Juan - Luis-Muñoz-Marín |
| Tradewind Aviation (en)                   | San Juan - Luis-Muñoz-Marín |

Édité le 06/09/2017